# Mespusepef
Mespusepef, en la mitología egipcia, es una deidad menor. Pese a la poca información que nos ha llegado de esta divinidad, parece que en algún momento de la historia tuvo cierta importancia en el área de Abidos, ya que aparece en los muros del templo de Sethy I con el título de Señor del Nomo Tinita, en compañía de Unty, grabado sobre el muro oeste del primer vestíbulo de Osiris.
Su iconografía lo representa con aspecto totalmente humano, peluca y barba.
Es muy escasa la información que tenemos de esta divinidad, tan sólo se puede adivinar la importancia que en algún momento de la historia debió de adquirir Mespusepef en el área de Abidos, para hacerse merecedor del título que porta.